# Synagoga w Boskovicach
Synagogi w Boskovicach (cz. Synagoga v Boskovicích) – synagoga znajdująca się w Boskovicach, w Czechach.

## Historia
Synagoga została zbudowana w 1638 roku, przez włoskiego budowniczego Sylvestra Fiote. W 1698 roku budowla została powiększona i rozbudowana w stylu barokowym. Po stronie północnej została dostawiona nawa przykryta sklepieniem krzyżowym z babińcem. Do zachodniej ściany dostawiono kruchtę przez którą prowadzi główne wejście do synagogi i kolejny babiniec na piętrze.
Sklepienie sali głównej zdobi herb ówczesnego właściciela dóbr Leopolda z Dietrichštejnu, który zapewne wsparł finansowo budowę. Synagoga jest budowlą wolnostojącą, jednopiętrową, na rzucie prostokąta nakrytą siodłowym dachem.
Układ wnętrz w synagodze jest tradycyjny: na wschodniej ścianie znajduje się Aron ha-kodesz, na zachodniej wejście, na środku bima, a wokół niej drewniane ławy dla mężczyzn i na piętrze babiniec. Strop, ściany sali i kruchty były zdobione barokowymi ornamentalnymi freskami z motywami roślinnymi i tekstami hebrajskimi.
Synagoga była kilka razy remontowana. W latach 20. XIX wieku zbudowano przy tylnej ścianie empirową, drewnianą emporę dla kobiet wspartą na dwóch kamiennych kanelowanych kolumnach, która była dostępna schodami z półpiętra. Z tego okresu pochodzą też inne drewniane elementy wyposażenia: drzwi do sali głównej i boazerie, a także krata oddzielająca babiniec od sali głównej, krata bimy, kraty w oknach i mosiężne żyrandole.
W latach 30. XIX wieku synagoga została przebudowana przez Andreasa Schrotha w stylu neogotyckim. Zmieniono krój okien, portal główny, a wewnątrz Aron ha-kodesz.
W 1892 roku na wschodniej stronie zbudowano żelazne schody awaryjne na babiniec. Generalny remont miał miejsce w 1908 roku z okazji 60-lecia panowania cesarza Franciszka Józefa I. Wówczas zapewne wstawiono w okna witraże, a ściany wnętrza pokryto historyzującymi malowidłami. W latach 1935–1936 miał miejsce generalny remont pod kierunkiem architekta Arnošta Wiesnera. Ściany pomalowano na biało, a w dwóch miejscach odkryto i restaurowano barokowe polichromie.
Podczas okupacji hitlerowskiej synagoga służyła jako magazyn. Stan ten trwał także w okresie powojennym. W 1963 roku synagoga przeszła z rąk gminy żydowskiej w Brnie na własność miasta. W 1979 roku powstał projekt jej remontu, który został przeprowadzony w latach 1989–2001. Obecnie jest udostępniona do zwiedzania; w środku znajduje się ekspozycja poświęcona historii i miejscowej społeczności żydowskiej.
Oprócz synagogi gmina żydowska miała jeszcze w drugiej połowie XIX wieku salę modlitw w domu szkoły żydowskiej (zapewne ulica Pod klášterem nr 3). Podczas wielkich świąt organizowano jeszcze salę modlitw w szkółce żydowskiej (budynek niezidentyfikowany).